# بود

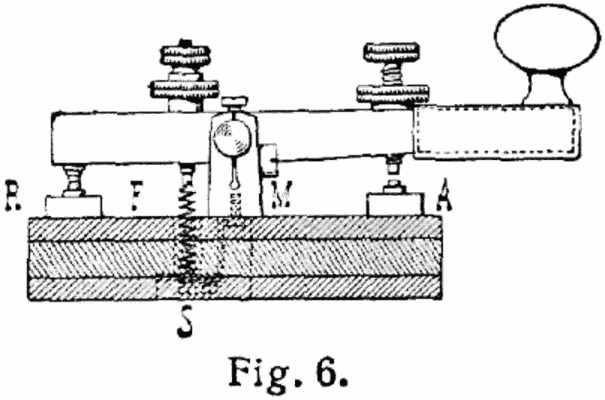

في عالم الاتصالات البعادية والإلكترونيات، يشير مصطلح البود (/ˈbɔːd/، رمز الوحدة "Bd") إلى الرموز في الثانية الواحدة أو معدل النبضات في الثانية الواحدة. وهو يعد أيضًا وحدة قياس معدل الرموز، حيث يُعرف أيضًا بـ معدل البود أو معدل التضمين؛ أي عدد تغيرات الرموز (تغيرات الإشارة) المميزة التي تطرأ على وسيلة الإرسال كل ثانية في إشارة معدلة بشكل رقمي أو في أي رمز خطي. يرتبط معدل البود بـمعدل سرعة المعلومات الذي يُقاس بالبت في الثانية ولكن ينبغي عدم الخلط بينهما.
يمكن قياس زمن استمرار الرمز، الذي يُطلق عليه أيضًا فترة الوحدة، مباشرة من خلال قياس الوقت بين الفترات الانتقالية من خلال المراقبة عبر مخطط العين الذي يمكن التعرف عليه من خلال جهاز راسم إشارة. يمكن حساب الفترة الزمنية للرمز Ts من خلال المعادلة التالية:
{\displaystyle T_{s}={1 \over f_{s}},}
حيث تشير fs إلى معدل الترميز.
مثال مبسط: عندما نقول أن 1 كيلو بود يساوي 1000 بود، فإن هذا يساوي معدل الترميز الذي يبلغ 1000 رمز في كل ثانية. وفي حالة استخدام مضمان، فإن هذا يساوي 1000 إشارة في الثانية، وفي حالة الترميز الخطي فإن هذا يساوي 1000 نبضة في الثانية الواحدة. يبلغ زمن استمرار الرمز 1/1000 من الثانية = 1 ميللي ثانية.
في الأنظمة الرقمية (التي تستخدم قيماً متمايزة/متقطعة) والتي تتميز بنظام الترميز الثنائي 1 بود = 1 بت في الثانية. على النقيض، تستخدم الأنظمة غير الرقمية (أو الأنظمة التماثلية) مجموعة مستمرة من القيم لتمثيل المعلومات وفي هذه الأنظمة يتفاوت الحجم المعلوماتي للباود الواحد من نظام لنظام.
اشتق اسم وحدة البود من إيميلي باودو (Émile Baudot)، مخترع نظام ترميز بودو في البرقية، ويجري استخدامه وفقًا لقواعد نظام الوحدات الدولي. بمعنى أن الحرف الأول من الرمز باللغة الإنجليزية يُكتب كحرف كبير (Bd)، ولكن عند نطق اسم الوحدة، يجب أن تكتب بحروف صغيرة (baud) إلا إذا جاءت في أول الجملة.

## العلاقة بين معدل البود ومعدل سرعة المعلومات
يرتبط معدل الترميز بمعدل سرعة المعلومات الذي يُقاس بالبت في الثانية ولكن ينبغي عدم الخلط بينهما.
وأحيانا ماكان مصطلح بود يُستخدم بصورة خاطئة للإشارة إلى معدل سرعة المعلومات،[بحاجة لمصدر] ونظرًا للتشابه بين هذه المعدلات في المضمان القديم وفي وصلات الاتصالات الرقمية البسيطة التي كانت تستخدم واحد بت لكل رمز، بحيث كان يتم تمثيل الكود الثنائي "0" برمز واحد وتمثيل الكود الثنائي "1" برمز آخر. وفي أجهزة المضمان الأخرى ووسائل إرسال البيانات المتقدمة، يمكن أن يكون للرمز الواحد أكثر من حالتين، بحيث يمكن أن تعكس أكثر من بت واحد (فالبت الواحد (وهو رقم ثنائي) يمثل دائمًا إحدى حالتين فقط).
فإذا كان N يمثل عدد البت، وR تمثل معدل سرعة المعلومات والتي تشمل قيم ترميز القناة فإن معدل الترميز fs يمكن حسابه من خلال المعادلة التالية:
{\displaystyle f_{s}={R \over N}.}
وفي تلك الحالة M=2N يتم استخدام رموز مختلفة. وفي حالة المضمان، قد تأتي هذه الرموز في صورة إشارات منحنى الجيب مع ضم مجموعة فريدة من الأبعاد والمراحل والترددات. على سبيل المثال، في المضمان الذي يعمل من خلال تضمين رباعي التضخيم 64، فإن التضمين=64 لذلك يمكننا التعبير بأن معدل سرعة المعلومات N=6 الذي يعني أنه يزيد عن معدل البود بمقدار ستة أضعاف. وفي الترميز الخطي، فإن هذه المعادلات قد تعني أن التضمين يعكس مستويات فلطية مختلفة.
وقد لا ينتج عن النسبة عدد صحيح؛ ففي نظام ترميز رباعي المداخل ثلاثي النبضات ‏ للترميز، يبلغ معدل سرعة المعلومات 4/3 معدل البود. (تعمل واجهة السرعة الأساسية التقليدية ذات سرعة البيانات 160 كيلوبت في الثانية بمعدل 120 كيلوبود.) على الجانب الآخر، يبلغ معدل سرعة المعلومات في نظام مانشستر للترميز نصف معدل البود.
ومن خلال وضع المعلومات لكل إشارة N بالبت أو بالإشارة لتكون قاعدة لوغاريتم عدد الرسائل المميزة M التي يمكن إرسالها، تمكن هارتلي من تكوين معادلة لحساب المعدل الإجمالي للبت R:
{\displaystyle R=f_{s}\log _{2}(M).\,}

## وصلات خارجية
- [<a href='http://www.compkarori.com/dbase/bu07sh.htm%22'>http://www.compkarori.com/dbase/bu07sh.htm</a> "On the origins of serial communications and data encoding"]. اطلع عليه بتاريخ 2007-01-04. {{استشهاد ويب}}: تحقق من قيمة |مسار= (مساعدة)